# Корветы типа «Саар-5»
Корветы типа «Саар-5» (ивр. סער 5‎) — серия из трёх многоцелевых корветов ВМС Израиля. Построены компанией Litton Ingalls Shipbuilding (в настоящее время подразделение компании Northrop Grumman).

## Вооружение

### Противокорабельные ракеты
На корабле установлены две 4-контейнерные пусковые установки для противокорабельных ракет «Гарпун» компании «Боинг». Ракеты дозвуковые, максимальная дальность 130 км, масса боевой части 227 кг.
В качестве дополнительного противокорабельного оружия установлены 8 ракет малой/средней дальности Gabriel II производства IAI. Ракета имеет двухрежимную полуактивную/активную головку самонаведения. Дальность стрельбы — от 6 до 36 км, масса боеголовки — 100 кг, скорость ракеты — 0,6 М.

### Средства ПВО
Основу системы ПВО корвета составляет ЗРК «Барак (ивр. Молния)», разработанный компаниями IAI и Rafael. ЗРК представляет собой две 32-контейнерные установки вертикального пуска, установленные в носовой части корабля и систему управления огнём. Дальность стрельбы составляет 10 км, масса боеголовки — 22 кг. Возможна стрельба по надводным целям.

### Артиллерия
Корабль оснащён 20-мм артиллерийской системой самообороны MK 15 «Фаланкс» компании Raytheon/General Dynamics (скорострельность 3000 выстр./мин, дальность 1,5 км, система управления огнём с радаром диапазона Ku) или 76-мм артиллерийской установкой Oto Melara.

### Противолодочные средства
Основное противолодочное средство корвета — шесть 324-мм торпедных аппаратов Mk 32 для противолодочных торпед Mk 42 компании ATK (Alliant Techsystems). Дальность стрельбы — 24 км, масса боеголовки — 44 кг. Торпедные аппараты размещены в надстройке в средней части корабля.

### Авиация
На корабле находится ангар для базирования вертолёта AS565 Panther, Kaman SH-2F или Sikorsky S-76N.

### Электронное противодействие
Средства противодействия включают буксируемую ловушку для торпед AN/SLQ-25 Nixie, радар предупреждения Elisra NS-9003/9005, три пусковых установки пассивных помех Elbit Deseaver и постановщик противорадарных помех Rafael Wizard (wideband zapping anti-radar decoy) с пассивными уголковыми отражателями.

### Электронное оборудование
Основной радар обзора Elta EL/M-2218S диапазона E/F установлен на задней башне корабля. На передней башне располагаются 2D/3D радар, радар управления оружием Elta EL/M-2221 GM STGR диапазона I/J/K и навигационный радар диапазона I.
Гидроакустическое оборудование — внутрикорпусный среднечастотный сонар Type 796 компании EDO of New York и буксируемый сонар производства Rafael.

## Двигательная установка
Главная энергетическая установка корабля построена по схеме CODOG. Маршевые двигатели — два дизеля MTU 12V 1163 TB82 суммарной мощностью 6600 л.с., форсажные двигатели — две газовые турбины GE LM 2500 суммарной мощностью 33 000 л.с. Движители — два винта регулируемого шага.

## Состав серии

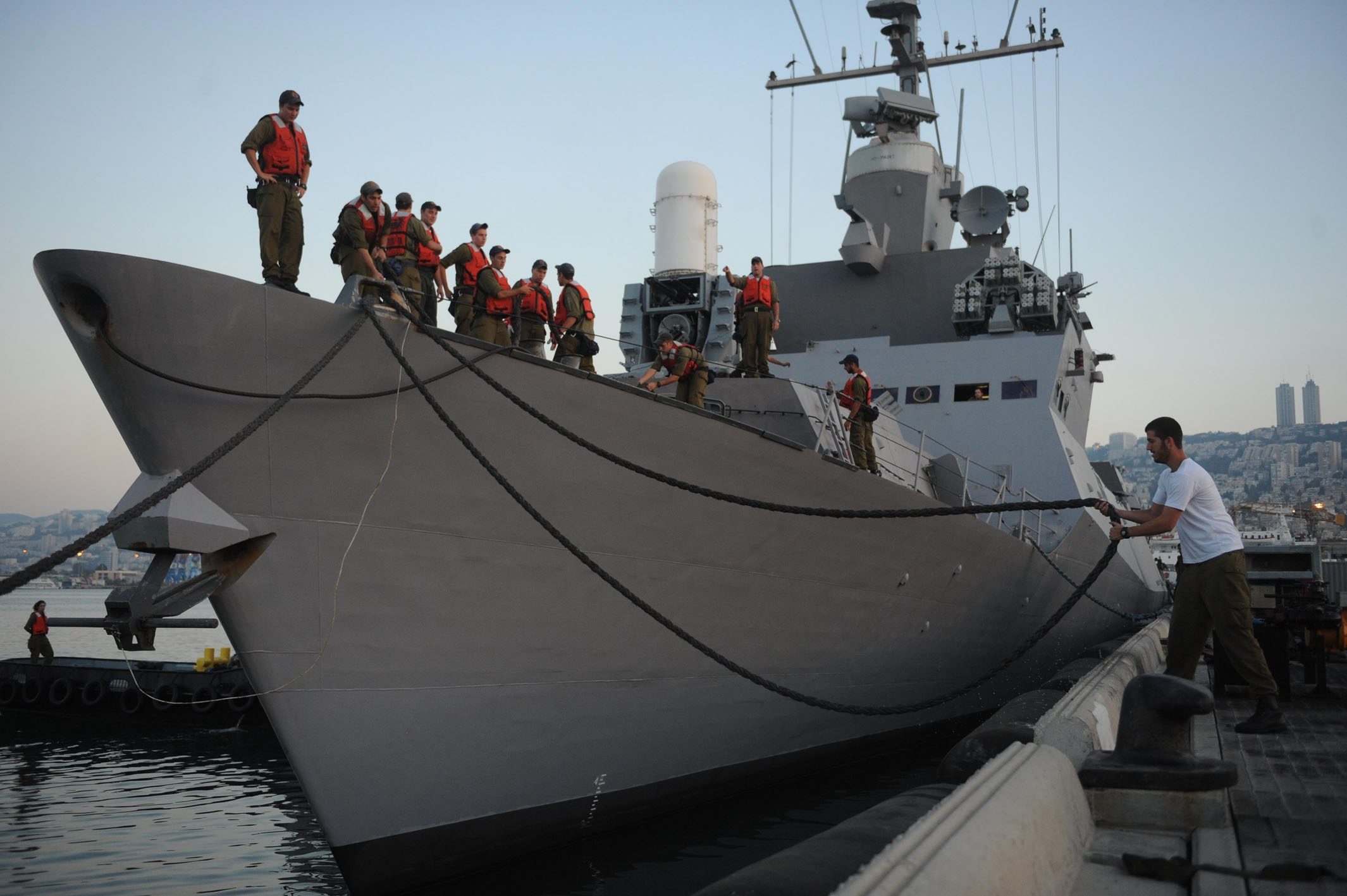
«Ханит»

| Название | Номер | Верфь                | Заложен    | Спущен     | В строю    |
| -------- | ----- | -------------------- | ---------- | ---------- | ---------- |
| Eilat    | 501   | Ingalls Shipbuilding | 24.02.1992 | 09.02.1993 | 24.05.1994 |
| Lahav    | 502   | Ingalls Shipbuilding | 25.09.1992 | 20.08.1993 | 23.09.1994 |
| Hanit    | 503   | Ingalls Shipbuilding | 05.04.1993 | 04.03.1994 | 07.02.1995 |

## Инциденты
В июле 2006 года в корвет «Ханит», принимавшем участие в израильской блокаде ливанских портов, боевиками организации «Хезболла» была выпущена противокорабельная ракета C-802. Погибли четверо членов команды. Возник пожар, однако корабль смог своим ходом добраться до порта Ашдод. Ремонт занял около месяца, в августе 2006 года корабль вернулся в строй. В момент поражения корабля его противоракетная система находилась в деактивированном состоянии, так как не было известно о том, что в Ливане вообще есть подобное вооружение. Отключение системы было  мотивировано опасениями нанести вред собственным самолётам.